# نيك هيل (لاعب كرة قاعدة)
نيك هيل (بالإنجليزية: Nick Hill)‏ هو لاعب كرة قاعدة أمريكي، ولد في 30 يناير 1985 في نوكسفيل في الولايات المتحدة.

## وصلات خارجية
- نيك هيل على موقع دوري كرة القاعدة الرئيسي (الإنجليزية)
- نيك هيل على موقعبيزبول رفرنس.كوم (الدوري الثانوي) (الإنجليزية)